# Marco Manlio Capitolino (tribuno consolare 434 a.C.)
Marco Manlio Capitolino (fl. V secolo a.C.) è stato un politico romano.

## Biografia
Fu eletto tribuno consolare  nel 434 a.C. con Quinto Sulpicio Camerino Pretestato, e Servio Cornelio Cosso.